# 기동전사 건담 F91
《기동전사 건담 F91》(일본어: 機動戦士ガンダムF91)은 1991년 3월에 극장 공개된 건담 시리즈의 애니메이션 영화이다. 캐치프레이즈는 "사람은 언제 전쟁을 잊을 수 있을까?"이다.

## 줄거리
이 영화는 기동전사 건담 역습의 샤아 사건으로부터 30년 후를 배경으로 하며, 완전히 새로운 캐릭터들이 등장한다.
UC 0123년, 코스모 바빌로니아의 군사 조직인 크로스본 뱅가드가 지구 연방 식민지 프론티어 IV를 공격한다. 학생 정비사 시북 아노와 그의 친구 세실리 페어차일드는 연방 수비대가 빠르게 압도당하면서 전투 한가운데에 갇히게 된다. 시북과 세실리는 식민지 하층부로 피난민들을 이끌고 가, 그곳에서 시북의 아버지 레슬리를 만난다. 일행이 구명정에 탑승하는 동안, 시북은 세실리의 아버지 테오가 그녀를 납치하려는 것을 보고 개입하려 한다. 그러나 크로스본 뱅가드가 도착하여 코스모 바빌로니아의 지도자 로나 가문의 일원인 베라 로나인 세실리를 데려간다. 시북은 구명정으로 후퇴할 수밖에 없었고, 레슬리는 길을 잃은 아이를 돕기 위해 남는다.
세실리는 그녀의 친아버지 카로조와 할아버지 마이처를 만나게 되는데, 둘은 부패한 지구 연방을 전복시키고 더욱 정의로운 귀족 정치로 대체하는 것을 꿈꾼다. 세실리는 그들과 합류하는 것을 망설이지만, 선택의 여지가 없다고 느낀다. 한편, 구명정은 이웃 식민지 프론티어 I에 도착하지만, 그곳 또한 크로스본 뱅가드의 공격을 받고 있다. 시북 일행은 이어서 작동하지 않는 건담 F91을 싣고 있는 연방 훈련선 스페이스 아크를 발견한다. 크로스본 뱅가드의 기습 공격으로 인한 혼란 때문에 스페이스 아크는 경험이 거의 없는 최소 인원으로 운영되며, 사용 가능한 조종사가 없다. 연방에 강제 징집된 시북은 F91을 수리하고, 그것이 그의 어머니 모니카가 개발한 것임을 알게 된다. 승무원들은 F91을 제때 수리하여 크로스본 뱅가드의 공격을 격퇴하고, 그들을 후퇴시킨다.
시북은 F91을 사용하여 프론티어 IV로 돌아가는데, 코스모 바빌로니아는 이미 식민지의 대부분의 피해를 수리하고 완전히 점령한 상태였다. 그는 로나 저택에 잠입하여 세실리와 접촉한다. 그러나 경비병들이 그를 추격하자 그녀 없이 도망칠 수밖에 없었다. 레슬리는 시북이 프론티어 IV에서 탈출하는 것을 돕지만, 그 과정에서 치명적인 머리 부상을 입고 프론티어 I로 돌아오는 길에 사망한다. 세실리는 자비네 샤르의 지휘 아래 크로스본 뱅가드에 합류한다. 그는 세실리가 모빌슈트 조종사가 되도록 훈련시키고, 코스모 바빌로니아 내부에 서로의 이익에 반하는 여러 파벌이 있으며, 한 파벌이 "버그"라는 코드명의 비밀 초병기를 개발하고 있다고 경고한다. 시북은 프론티어 I로 돌아가는데, 그곳에서 다시 연방에 의해 임박한 크로스본 뱅가드의 공격으로부터 식민지를 방어하도록 강요받는다. 대신 시북과 스페이스 아크 승무원들은 비밀리에 탈영하여 달로 도망치기로 결정한다.
세실리는 고급 비그나 기나 모빌슈트를 배정받고 크로스본 뱅가드와 함께 프론티어 I로 침입한다. 짧지만 격렬한 교전 끝에 크로스본 뱅가드는 다시 한번 철수할 수밖에 없었다. 시북은 전투에서 세실리를 만나고, 그녀는 친구들이 아직 살아있다는 것을 발견하자 전향하기로 결정한다. 카로조는 이어서 프론티어 I에 도착하여 인간을 특정하여 사냥하도록 설계된 자동화된 전쟁 기계인 버그를 배치한다. 그는 지구의 인구를 환경 보존을 위해 제거해야 한다고 믿고 있으며, 프론티어 I를 버그의 시험장으로 사용할 의도였다. 시북과 세실리는 버그를 파괴하기 위해 협력하며, 세실리는 그들의 모함을 파괴한다. 분노한 카로조는 자신의 모빌 아머인 라플레시아에 탑승하여 시북과 세실리와 싸운다. 비그나 기나는 파괴되어 세실리를 우주로 내던지고, 시북은 이에 대한 응답으로 라플레시아를 파괴한다. 자비네는 현장에 도착하지만, 카로조의 버그와 라플레시아 사용에 대한 그의 이견 때문에 시북과 스페이스 아크를 살려주기로 결정한다. 필사적인 수색 끝에 시북은 세실리를 찾아 구조하고, 스페이스 아크가 그들을 태우러 도착한다.

## 출연

### 주연
- 츠지타니 코우지
- 토마 유미

### 조연
- 마에다 마사아키
- 야나다 키요유키
- 쿠사오 타케시